# NGC 6649
NGC 6649 este o galaxie situată în constelația Scutul. A fost descoperită în 27 mai 1835 de către John Herschel.